# Нова-Канту
Нова-Канту (порт. Nova Cantu) — муниципалитет в Бразилии, входит в штат Парана. Составная часть мезорегиона Западно-центральная часть штата Парана. Входит в экономико-статистический микрорегион Гойоэре. Население составляет 8919 человек на 2006 год. Занимает площадь 543,780 км². Плотность населения — 16,4 чел./км².

## История
Город основан в 1963 году.

## Статистика
- Валовой внутренний продукт на 2003 год составляет 71 034 824,00 реалов (данные: Бразильский институт географии и статистики).
- Валовой внутренний продукт на душу населения на 2003 год составляет 7577,05 реалов (данные: Бразильский институт географии и статистики).
- Индекс развития человеческого потенциала на 2000 год составляет 0,698 (данные: Программа развития ООН).

## География
Климат местности: субтропический. В соответствии с классификацией Кёппена, климат относится к категории Cfb.